# Licaón (mitología)

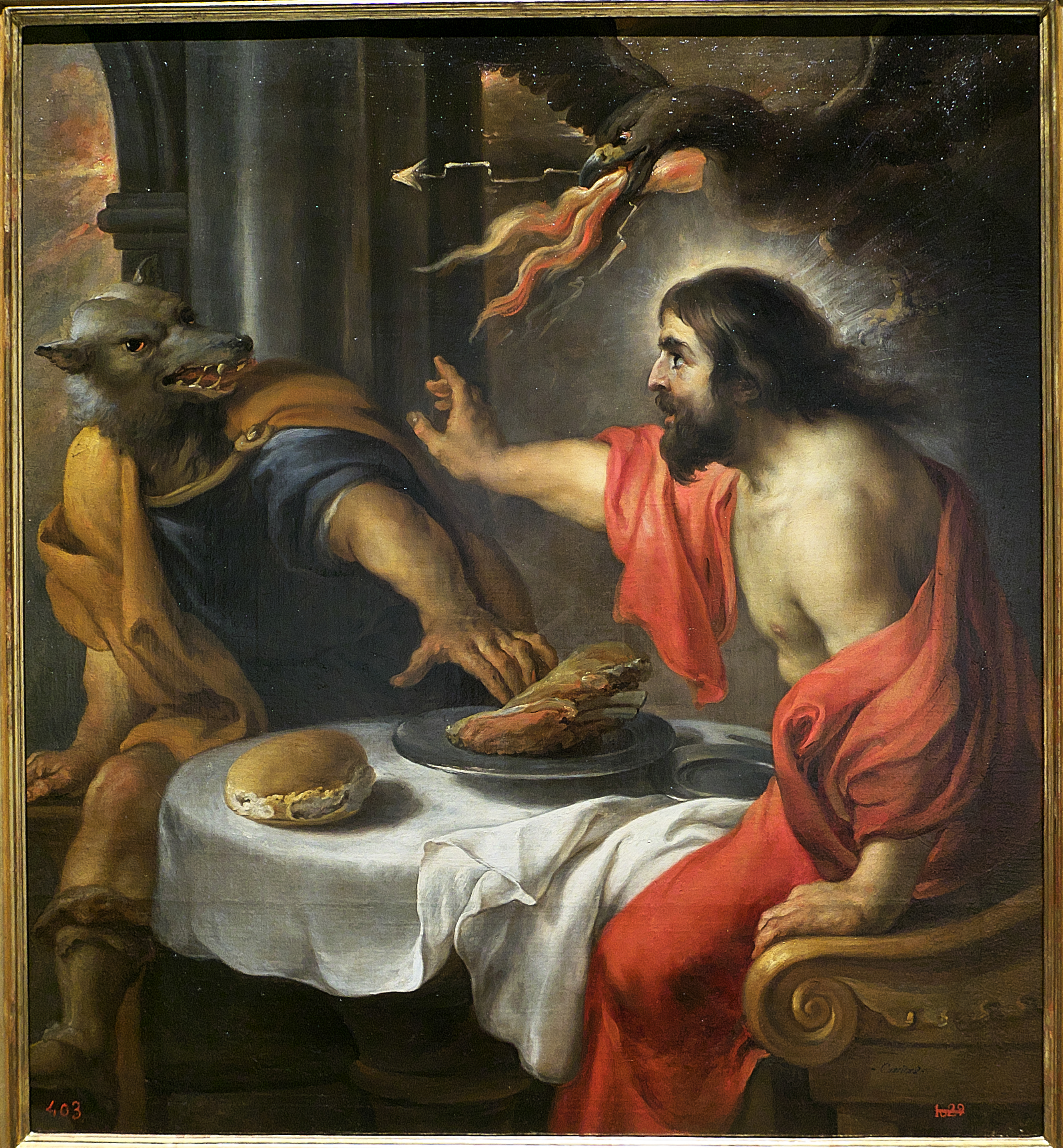
Júpiter y Licaón. Museo del Prado

En la mitología griega, Licaón (en griego: Λυκάων) era un prototipo de rey impío que gobernaba en Arcadia. Se dice que cocinó a su propio hijo Níctimo y se lo sirvió a Zeus en persona. Por este motivo, Zeus transformó a Licaón en un lobo y destruyó todo su reino. La hija de Licaón, Calisto, fue catasterizada en la Osa Mayor. Según la Biblioteca mitológica fue durante el reinado de Níctimo cuando se produjo el diluvio de Deucalión, provocado precisamente por la ira de Zeus por la impiedad de los hijos de Licaón.
Licaón pertenece a la estirpe genealógica arcadia, que suele comenzar con Pelasgo; según Acusilao este era hijo de Zeus y Níobe, hija de Foroneo, aunque Hesíodo dice que era uno de los autóctonos. De Pelasgo y la oceánide Melibea, o según otros de la ninfa Cilene, nació un hijo, Licaón. Otros dicen que la madre de Licaón era Deyanira, hija de otro Licaón o Licón, a su vez hijo de una ninfa innominada y Eceo, que era coetáneo de Foroneo y también uno de los gigantes que había engendrado Gea. Es por eso por lo que en una versión tardía se dice que Licaón había nacido de la sangre de los gigantes y se había convertido en el tirano de Arcadia.
Licaón era un rey culto y religioso, muy querido por su pueblo, al que ayudó a abandonar la vida salvaje que habían llevado hasta entonces. Fundó la ciudad de Licosura, una de las más antiguas de Grecia, y en ella erigió un altar a Zeus Liceo. Pero su apasionada religiosidad le llevó a realizar sacrificios humanos, lo que degeneró su posterior metamorfosis. Ovidio afirma que llegó al punto de sacrificar a todos los extranjeros que llegaban a su casa, violando así la sagrada ley de la bendita hospitalidad.

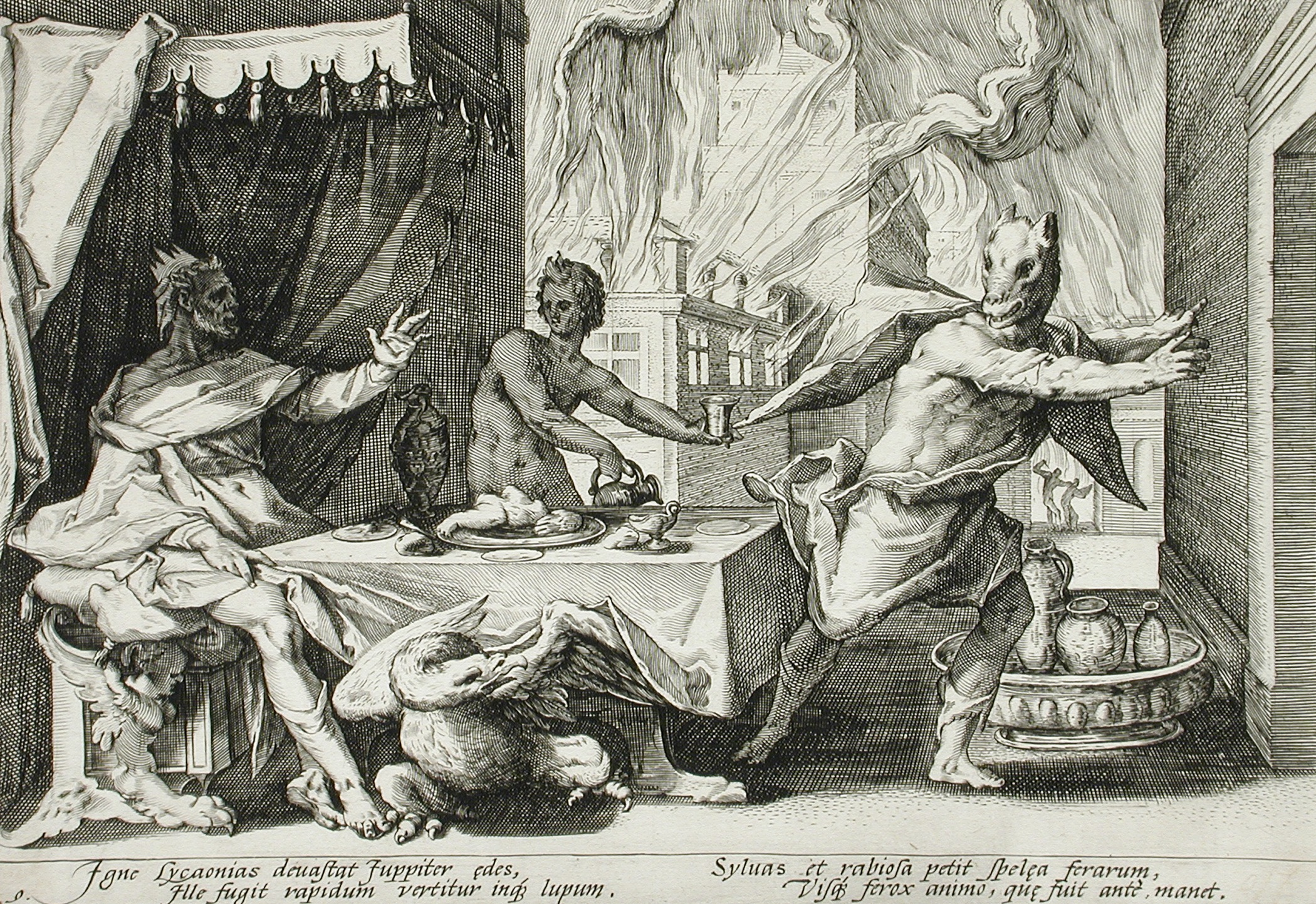
Grabado neerlandés, atribuido a Hendrick Goltzius, para una edición de 1589 de Las metamorfosis de Ovidio: Licaón transformado por Zeus.

Habiéndose enterado de tal aberración, Zeus se hizo pasar por un peregrino y se hospedó en el palacio de Licaón. Este se preparó para matar al peregrino, pero, alertado por algunas señales divinas, quiso asegurarse antes de que no era un dios, como afirmaban los temerosos súbditos. Para ello hizo cocinar la carne de una de sus víctimas o de un esclavo, y se lo sirvió a Zeus. Este montó en cólera y transformó a Licaón en lobo e incendió después el palacio que había sido testigo de tanta crueldad.
Otra versión del mito afirma que Licaón fue padre de muchos hijos (algunos autores dicen que llegaban a cincuenta), tenidos de distintas mujeres. Tzetzes menciona a los más importantes: Ménaro (Ménalo), Tesproto, Níctimo, Caucón, Lico (Licio), Ftío, Teléboas, Hemón, Mantino (Mantineo), Estínfalo, Clítor y Orcómeno. Otros dicen que la esposa de Licaón era una de las ninfas epónimas, o Cilene, o Nonacris. Los hijos de Licaón eran famosos por su insolencia y su impiedad, y sus crímenes llegaron a oídos de Zeus, que se disfrazó de viejo mendigo y acudió al palacio de los licaónidas para comprobar si los rumores eran ciertos. Los jóvenes príncipes tuvieron la osadía de asesinar a su propio hermano Níctimo y servir sus entrañas al huésped, mezcladas con las de animales. Zeus descubrió el engaño y enfurecido convirtió a todos en lobos, los fulminó con su rayo o tuvieron que exiliarse para siempre, según las versiones. Después devolvió la vida a Níctimo, que sucedió a su padre en el reino de Arcadia.
Suidas ofrece otra versión de la historia: con el fin de que su pueblo se volviese más piadoso, Licaón había extendido el rumor de que Zeus iba a visitarlo a menudo de incógnito. Para comprobarlo, los hijos de Licaón fueron los que mataron a un niño y mezclaron su carne con la de los bueyes preparados para el sacrificio al dios, y este los fulminó con un rayo. Fue entonces cuando Licaón, que era inocente, instituyó las lupercales.
| Predecesor: Pelasgo | Reyes de Arcadia | Sucesor: Níctimo |

## Variantes del mito
- Apolodoro dice que los Licaónidas superaban a todos los hombres en orgullo e impiedad. Zeus se les presentó bajo el aspecto de un jornalero para ponerlos a prueba. Ellos le ofrecieron su hospitalidad, descuartizaron a un niño de los nativos y se lo ofrecieron, instigados por Ménalo, el hermano mayor. Zeus, asqueado, derribó la mesa en el lugar que ahora se llama Trapezunte (de τράπεζα «mesa»), y fulminó a Licaón y a sus hijos excepto al más joven, Níctimo, pues Gea, adelantándose, asió la diestra de Zeus y calmó su cólera.[2]
- Tzetzes agrega que la víctima fue uno de los hijos de Ménalo, hijo de Licaón.[12]
- Pausanias es más trágico, pues dice que Licaón se transformó instantáneamente en lobo después de sacrificar un niño en el altar de Zeus y rociar la sangre sobre él.[13]
- A juicio de Licofrón, Licaón y sus hijos se transformaron todos en lobos por haber devorado a Níctimo. Licofrón extrapola las características de Licaón y sus hijos a todos los arcadios en general.[14]
- Higino, en las Fábulas, cuenta que Júpiter vino como invitado a junto Licaón, y así aprovechó para seducir a su hija Calisto; al final solo transforma en lobo a Licaón.[15] En la Astronomía en cambio describe a la víctima como el propio Árcade, y dice que Zeus, para salvarlo a él y a su madre, los catasterizó.[16]
- Ovidio relata que Licaón desconfiaba y se burlaba de la naturaleza divina de Zeus cuando este se le apareció. Para probar si realmente era un dios o un mortal, Licaón le sirvió a Zeus la carne de un prisionero. También intentó asesinar al dios mientras dormía. Fue entonces cuando Zeus derrumbó su hogar y transformó a Licaón, que huía despavorido, en un lobo.[8]
- La Suda nos dice que Licaón era un rey justo, pero que el pueblo arcadio mató a uno de los Licaónidas para probar la deidad de Zeus.[17]

## Descendencia de Licaón

#### Licaónides
Las fuentes mitográficas citan al menos tres hijas de Licaón:
- Calisto — madre de Árcade; otros la creen una de las ninfas[18]
- Día — madre de Dríope[3][19]
- Psófide — epónima de Psofis.[20]

#### Licaónidas más célebres
Por reinar en unas tierras todavía por civilizar, algunos de los impíos hijos de Licaón fueron famosos por fundar numerosas ciudades, bien en la Arcadia o bien en su exilio forzoso tras la visita que les hizo Zeus. De los muchos hijos que tuvo Licaón, éstos son los nombres que han perdurado, en la mayoría de los casos por ser epónimos de las ciudades que fundaron, que figuran entre paréntesis.
- Acaco (Acacesio)[21][22]
- Alífero (Alifera)[21]
- Aseatas (Asea)[21]
- Bucolión — que fue visitado por Zeus con la forma de un aldeano[2]
- Carisio (Carisia)[21]
- Caucón (caucones)[2][12]
- Ceteo — Araeto de Tegea dice que Calisto se llamaba Megisto, y era hija de Ceteo y nieta de Licaón. También dice que el propio Ceteo era otro nombre del catasterismo del Arrodillado.[23][24]
- Clítor (Clítor) — o bien es hijo de Azán, padre de Eurimedusa y abuelo de Mirmidón.[2][12]
- Cromo (Cromos)[21]
- Daseatas (Dásea)[21]
- Eleuter — que fue inocente del crimen de Níctimo.[25]
- Enotrio o Enotro (Enotria) — que fue el primero en establecer una colonia fuera de la Hélade.[21][26]
- Estínfalo (Estínfalo)[2][12]
- Fígalo (Figalia) — que algunos consideran autóctono[21][27][28]
- Hemón (Hemonias)[21][29][2][12]
- Helisón (Helisonte)[21]
- Hereeo (Herea)[21][30][2]
- Hipso (Hipsunte)[21][31]
- Lébado — que fue inocente del crimen de Níctimo.[25]
- Licio (Licoa)[21][2][12]
- Macareo (Macaria)[21][2]
- Mantineo (Mantinea) — que fue padre de Aglaya, la madre de Preto y Acrisio.[21][32][2][12]
- Ménalo (Ménalo)[21][2][12]
- Níctimo — el primogénito de los licaónidas y el que en un principio ejercía todo el poder.[21][2][12]
- Orcómeno (Orcómeno y Metidrio)[21][2][12]
- Oresteo (Orestasio)[21]
- Palas o Palante (Palantio)[21][2]
- Parrasio (Parrasia)[33]
- Pereto (Peretes)[21]
- Peucetio (Peucetia)[2]
- Sumateo (Sumatia)[21]
- Tegeates (Tegea)[21][34]
- Tesproto — padre de Ámbrace, epónimo de Ambracia.[2][12]
- Tireo (Tirea y Tireo)[21][31]
- Tocno (Tocnia);[21][35]
- Trapezunte (Trapezunte) — fundada en el lugar donde dieron a comer a Zeus las entrañas de su hermano)[21]
- Tricolono (Tricolonos)[21]

#### Otros Licaónidas
El resto de licaónidas o bien no son epónimos de lugares arcadios, o son figuras secundarias de las que apenas se sabe más que sus nombres: Acontes, Ancior, Arquébates, Caneto, Carterón, Cinero, Coretonte, Egeón, Eumetes, Eumón, Evemón, Faso, Fineo, Fisio, Ftío, Genétor, Halífero, Harpaleo o Harpálico, Hélice, Hopleo, Horo, León, Lino, Macedno, Mecisteo, Meleneo, Platón, Pólico, Porteo, Prótoo, Socleo, Teléboas y Titanas.

## Interpretaciones
Robert Graves ofrece su propia interpretación de Licaón. Nos dice que la fábula de Zeus y las entrañas del niño no es tanto un mito como una anécdota moral que expresa el desagrado que se sentía en las partes más civilizadas de Grecia por las antiguas prácticas caníbales de Arcadia, que todavía se realizaban en nombre de Zeus, por considerarlas «bárbaras y antinaturales» (Plutarco: Vida de Pelópidas). Los ritos licaonios que según el autor, jamás recibieron la aprobación de Zeus, tenían, al parecer, por finalidad impedir que los lobos hicieran presa en los rebaños y ganados enviándoles un rey humano. «Licio» significa «de la loba», pero también «de la luz», y el relámpago en el mito de Licaón demuestra que el Zeus arcadio comenzó siendo un rey sagrado hacedor de lluvia.